# Matica hrvatska
Matica hrvatska (latinsko Matrix Croatica) je najstarejša, neodvisna, neprofitna in nevladna hrvaška nacionalna institucija. 2. februarja 1842 so jo ustanovili hrvaški grof Janko Drašković in drugi vidnejši člani ilirskega gibanja v času hrvaškega narodnega preporoda (1835–1874). Njeni glavni cilji so promocija hrvaške nacionalne in kulturne identitete na področju umetnosti, znanosti, duhovne ustvarjalnosti, gospodarstva in javnega življenja ter skrb za družbeni razvoj Hrvaške.
Danes v palači Matice hrvatske v središču Zagreba vsako leto organizirajo več sto predstavitev knjig, znanstvenih simpozijev, okroglih miz, strokovnih in znanstvenih predavanj in koncertov klasične glasbe.
Matica Hrvatska je tudi ena največjih in najpomembnejših knjižnih in publicističnih založb na Hrvaškem. Revije Matice so Vijenac, Hrvatska revija in Kolo. Matica Hrvatska objavlja tudi številne knjige v eni izmed svojih najbolj znanih izdaj, imenovani Stoljeća hrvatske književnosti.
Od leta 2018 ima Matica 122 podružnic v: Avstriji (1), Belgiji (1), Bosni in Hercegovini (13), Nemčiji (3), Madžarski (3), Črni gori (1), Srbiji (1) in Sloveniji (1).